# الحوض العظيم

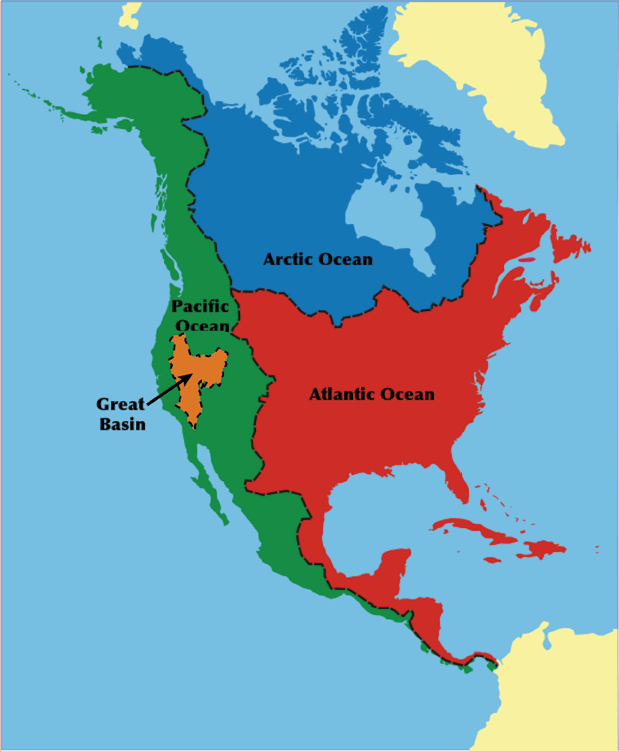
الحوض العظيم موضح باللون البرتقالي.

الحَوضُ العظيم (بالإنجليزية: The Great Basin)‏، هي منطقة كبيرة قاحلة في غرب الولايات المتحدة الأمريكية. تقع بشكل تقريبي بين جبال واساتش في يوتا وسييرا نيفادا، وليس لها أي اتصال مع البحر، ولذلك فهي حوض مغلق.

## البيئة

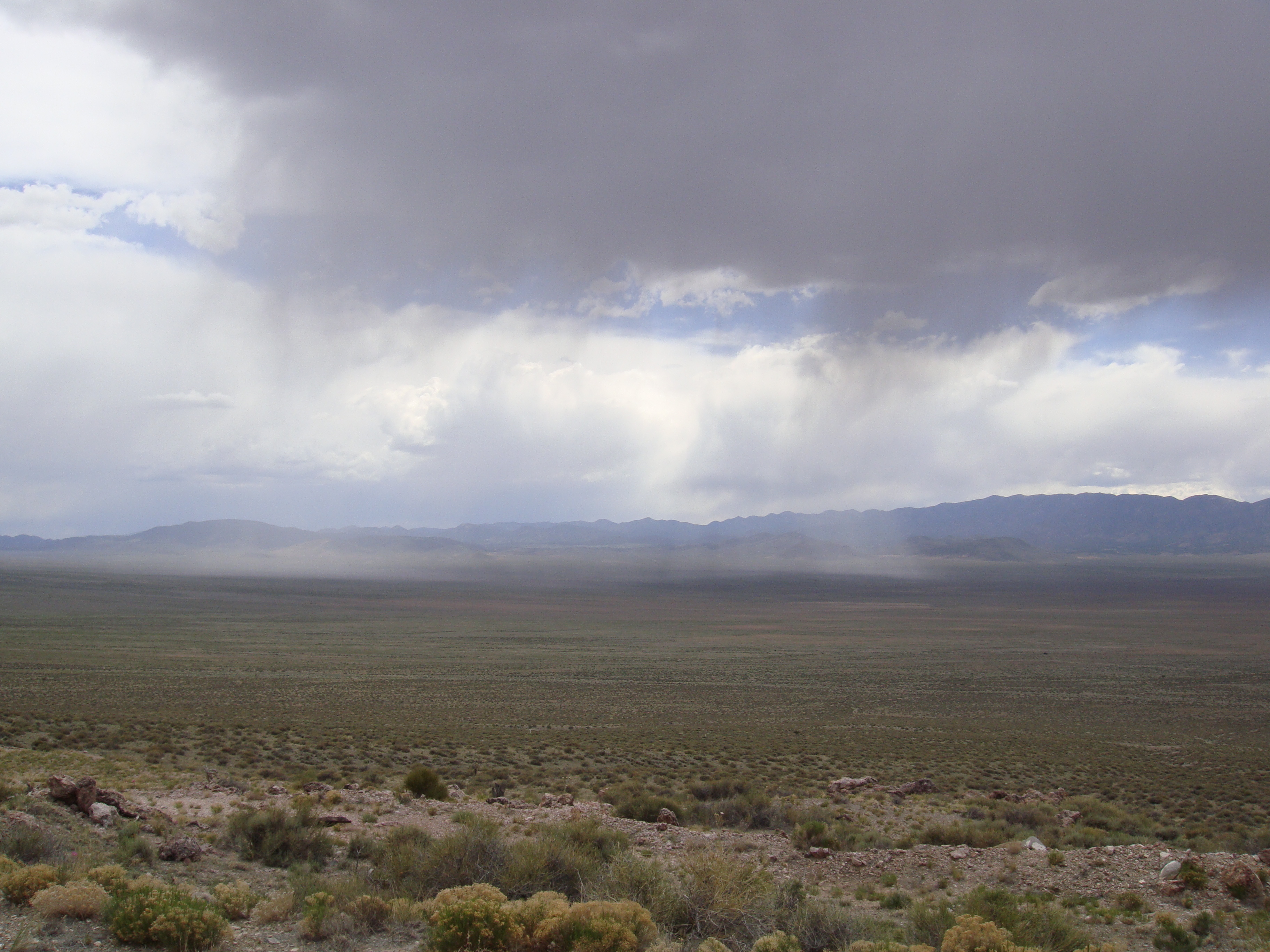
الحوض العظيم

يحتوي الحوض الكبير الهيدروغرافي على صحارى وبيئات متعددة، ولكل منها مجموعة مميزة من النباتات والحيوانات. الحدود البيئية والانقسامات في الحوض الكبير غير واضحة.
يتداخل الحوض الكبير مع أربعة صحارى مختلفة: أجزاء من موجاف وكولورادو الساخنة (منطقة داخل صحراء سونوران) صحارى إلى الجنوب، وبارد غريت باسين وأوريجون هاي ديسرتس في الشمال. يمكن تمييز الصحارى عن طريق نباتاتها: شجرة جوشوا وكريوسوت بوش تكون في الصحاري الساخنة، في حين أن الصحاري الباردة لا. الصحاري الباردة عموما أعلى من الساخنة، ويكون هطول الأمطار على مدار العام.
المناخ والنباتات في الحوض العظيم تعتمد بقوة على الارتفاع: مع الارتفاع، يزداد هطول الأمطار ودرجة الحرارة تنخفض. وبسبب هذا، تنموا الغابات في المرتفعات العليا.
ولأن النظام الإيكولوجي للغابات متميز عن الصحراء النموذجية، فإن بعض السلطات، مثل الصندوق العالمي للحياة البرية، تفصل جبال صحراء الحوض الكبير إلى منطقة بيئية خاصة بها: غابات مونتين غريت باسين. العديد من الأنواع النادرة والمستوطنة تعيش في هذه المنطقة البيئية، لأن سلاسل الجبال الفردية معزولة عن بعضها البعض. خلال العصر الجليدي الأخير، كان الحوض الكبير أكثر رطوبة. كما جفت خلال الهولوسين، تراجعت بعض الأنواع إلى الجبال المعزولة العليا ولها تنوع وراثي مرتفع.
وتقسم السلطات الأخرى الحوض الكبير إلى مناطق بيئية مختلفة، وفقا لمعاييرها الخاصة. عرف أرمن تختاجان «الحوض العظيم لزراعة الحوض». وتقسم وكالة حماية البيئة الأمريكية الحوض الكبير إلى ثلاث مناطق ايكولوجية تقريبا وفقا لخطوط العرض: المنطقة البيئية للحوض الشمالي والمدى، والحوض المركزي للمناطق والمراعي، وحوض إيكوي، ومحيط موجاف.